# NGC 6845C
NGC 6845C is een lensvormig sterrenstelsel in het sterrenbeeld Telescoop. Het hemelobject werd op 7 juli 1834 ontdekt door de Britse astronoom John Herschel.

## Synoniemen
- ESO 284-8A
- A 1957-47A
- PGC 63979